# 沃爾納 (卡贊卡區)
47°34′39″N 32°58′10″E / 47.57750°N 32.96944°E
沃爾納（烏克蘭語：Волна），是烏克蘭南部的村莊，隸屬尼古拉耶夫州的巴什坦卡區。該村始建於1923年，面積0.24平方公里，海拔高度42米，2001年人口18，人口密度每平方公里75人。